# Balos (danza)

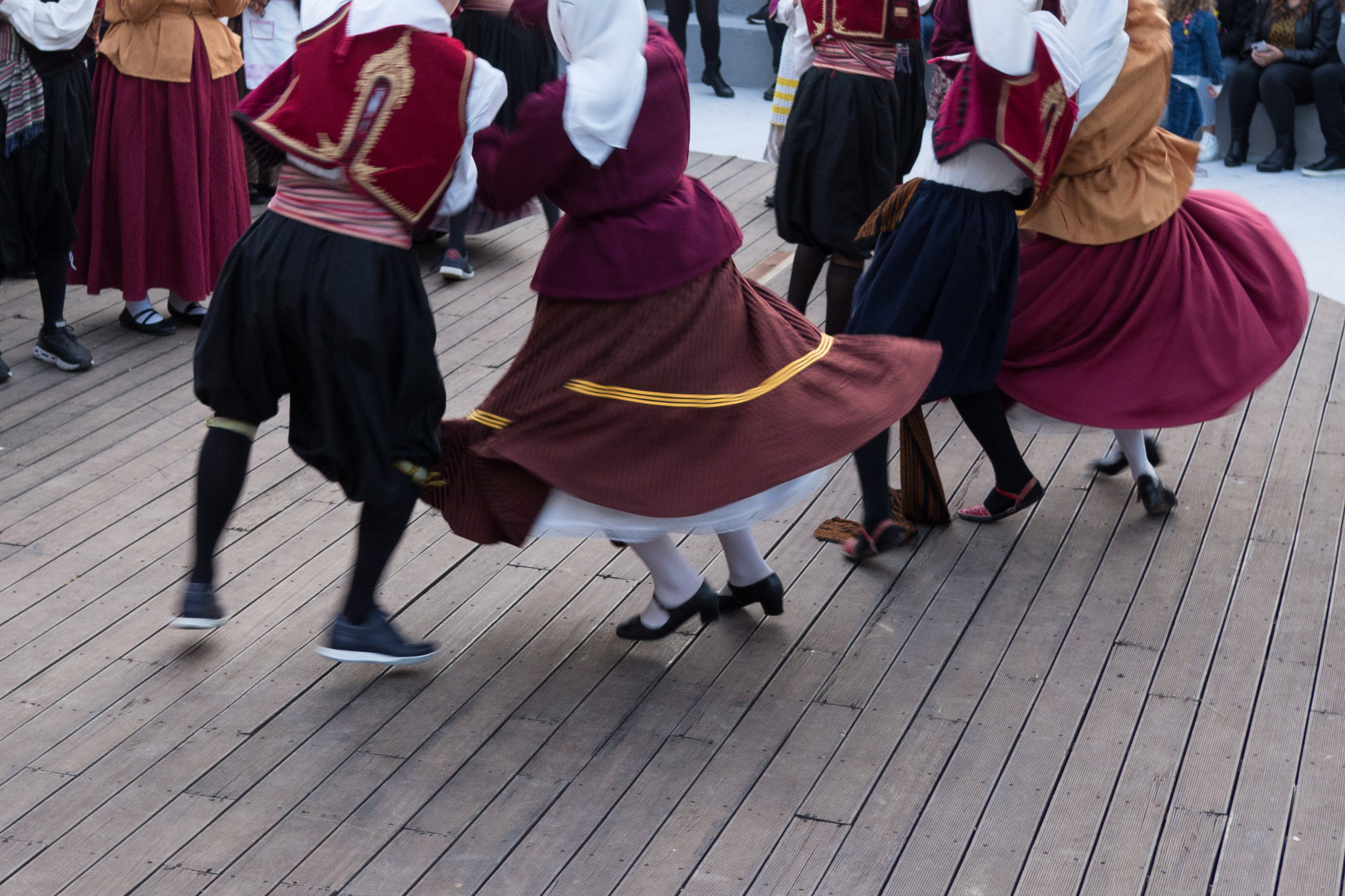
Ballerini che danzano il balos thermiotiko.

Il balos o ballos thermiotiko (in greco: Μπάλος Κύθνου o Θερμιώτικος μπάλος) è una danza tradizionale di Citno, un'isola della Grecia, eseguito da uomini e donne. Si distingue dalle altre danze perché è ballato in una forma molto particolare rispetto al resto delle isole greche. È una danza nota per le molteplici e frequenti rotazioni che la coppia compie durante l’esecuzione. Tali movimenti sono chiamati “passeggiate” o “furles”.

## Descrizione
Il balos è parte integrante della tradizione musicale e coreutica dell’isola di Citno. Viene ballato soprattutto durante i festival e gli eventi di Kythnia , programma annuale che ha luogo d’estate. Tradizionalmente nelle feste di Citno si balla dopo aver eseguito il  “sirto”. È una danza di coppia composta da tre parti. I ballerini (uomini e donne) eseguono vorticosi giri in modo consecutivo, schiena contro schiena, ruotando intorno al loro asse e contemporaneamente intorno al loro partner, tenendosi stretti per mano.
È considerato un ballo molto impegnativo, la cui particolarità e tipologia è stata studiata da importanti musicologi e coreografi greci, tra i quali Dora Stratou e Domna Samiou.